# Damietta
Damietta, verouderd Damiate (Arabisch: مدينة دمياط, medīnat dimyāt), is een havenstad in Egypte aan de Middellandse Zee aan de Nijldelta, 200 kilometer ten noorden van Caïro. Het is de hoofdstad van het gelijknamige gouvernement.

## Naam
Andere spelwijzen van de naam zijn onder andere Damyat, Dumyat, Domiat, Domyat, Damiate, Dimyat, Dumyāţ, Dumyâṭ, Dumiat, Dimyāṭ, Dumqat en Damiette.
In het Oudegyptisch heette de stad Tamiat, maar ze werd minder belangrijk in de Hellenistische periode na de bouw van Alexandrië.

## Geschiedenis
Damietta was belangrijk in de 12e en 13e eeuw tijdens de kruistochten. In 1169 viel een vloot van het koninkrijk Jeruzalem, met steun van het Byzantijnse Rijk, de haven aan, maar ze werd verslagen door Saladin. In 1219 vond na een belegering door kruisvaarders de verovering van Damiate plaats. Al in 1221 werden de kruisridders buiten Caïro verslagen en uit Egypte verdreven. De Zevende Kruistocht begon in 1249 met de Inname van Damietta door koning Lodewijk IX van Frankrijk, maar het volgende jaar ging de stad weer verloren na de Slag bij El-Mansoera.

Damietta in de kunst
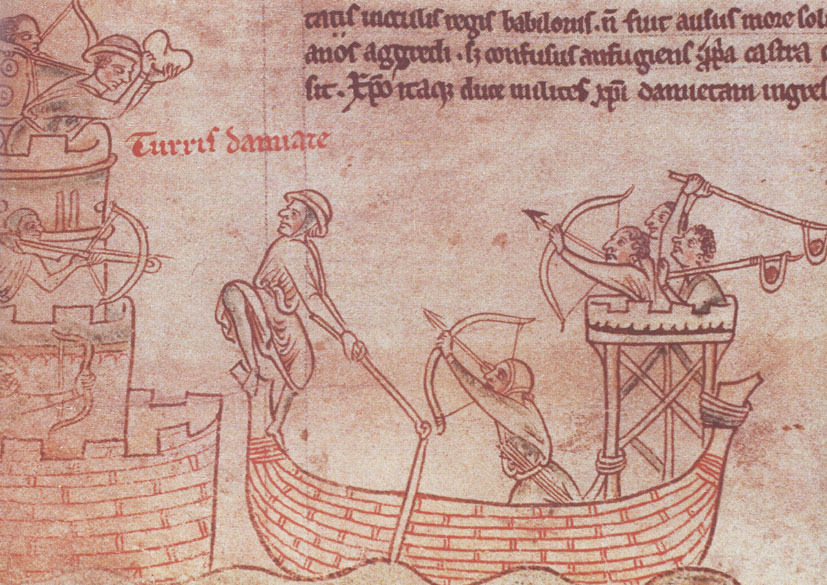
Friezen vallen de toren van Damietta aan (1218) (13e eeuw), MS 016II, Matthew Paris, Parker Library (Cambridge)
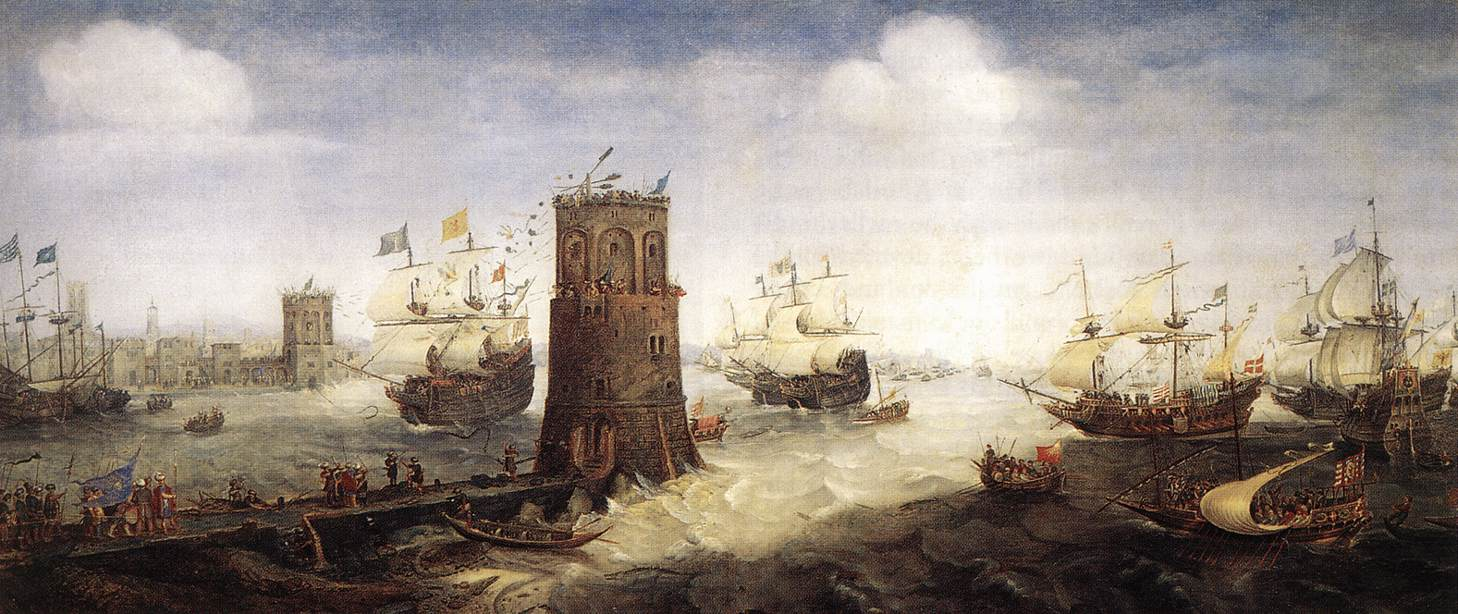
Een Haarlems schip doorbreekt de ketting bij Damietta die de toegang tot de Nijl blokkeert (ca.1627), Cornelis Claesz. van Wieringen, Frans Hals Museum
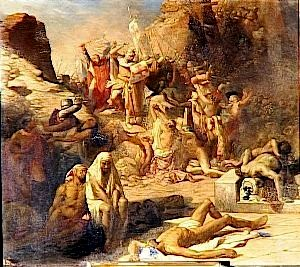
Damiette (1219) (1850), Henri Delaborde

## Geboren
- Farouk Shousha (1936-2016), dichter
- Farag Foda (1946), islamitisch denker en columnist
- Zahi Hawass (1947), egyptoloog
- Essam El-Hadary (1973), voetballer (doelman)
- Doaa El-Adl (1979), cartooniste